# 名板貸
名板貸（ないたがし）は、商人が他人に自己の商号を使用して営業することを許諾することをいう。商法14条（旧商法23条）は、「自己の商号を使用して営業又は事業を行うことを他人に許諾した商人は、当該商人が当該営業を行うものと誤認して当該他人と取引をした者に対し、当該他人と連帯して、当該取引によって生じた債務を弁済する責任を負う。」と定めている。

## 概要
商号の使用を許諾する者を名板貸人といい、許諾される者を名義譲受人という。名板貸人は、自己を営業主と誤信して名義譲受人と取引した第三者に対して、名義譲受人と連帯して債務を負うこととなる（名板貸責任、商法14条）。これは、一般的に名義譲受人と取引した第三者は、名板貸人をその営業主と考え、その弁済能力にも期待して取引するため、取引の安全の観点から、そのような第三者の期待を保護するための規定である。
例えば、商人甲が、「ラーメンA」という商号を使用してラーメン店を経営していたとする。「ラーメンA」は大変人気があるラーメン店であり、「ラーメンA」でアルバイトをしていた乙は、甲から独立して「ラーメンA」を経営したいと考えていた。そこで、乙は甲に相談すると、甲は乙に対して「ラーメンA」の商号を使用して営業を行うことを許諾した。これを受けて乙は、甲から独立し、別の場所で「ラーメンA」の商号を使用して営業を始めた（名板貸）。
ところが、乙の「ラーメンA」は、思いのほか業績が伸びず、結局店をたたむこととなり、乙は借金を逃れるために夜逃げしてしまった。乙に製麺設備を販売した債権者丙は、乙から債権を事実上回収できなくなったため、甲に対して販売代金の支払を請求した。この場合、商法14条に基づき、甲は丙の請求に応じなければならない（名板貸責任）。

## 要件
名板貸は、取引の安全を尊ぶ商法の代表的理念である権利外観理論が現れる規定の一つであり、以下の要件が必要である。
- 名義譲受人が名板貸人の商号を使用すること（外観の存在）。
- 名板貸人が名義譲受人に商号の使用を許諾したこと（帰責事由）。黙示による許諾でもよい。
- 第三者の誤信（相手方の信頼）

これについては、単なる無過失ではなく無重過失であればよいとするのが判例である。
後述の#テナント契約のケースの判例のように、判例は名義譲受人の作出した外観について相手方の信頼と比較斟酌し広く解釈する方向にあるとみられている。

## 効果
名板貸責任が認められると、名板貸人は、名義譲受人の取引によって生じた債務につき、名義譲受人とともに連帯債務を負う。この債務には、取引行為による債務のほか、その不履行による損害賠償債務や取引に関連する不法行為に基づく損害賠償債務も含まれる。

## 問題となるケース
この名板貸責任をめぐっては、いくつかの問題となるケースが存在する。

### 名板貸人と名義譲受人の業種が異なるケース
商号が同一であっても、名板貸人と名義譲受人との業種が異なる場合は、第三者から見れば業種が異なるのだから、名板貸人をその営業主と考えることは一般的に考えられず、営業の同種性がない限り、名板貸責任を認めて第三者を保護する必要性はないとするのが判例である。ただし、判例はまた、名義譲受人が名板貸人と同一の店舗で同一の銀行口座や印鑑を使用していたなどの特段の理由がある場合は、名板貸責任を認めた（最判昭和43年6月13日・判例百選20事件）。

### テナント契約のケース
ショッピングセンターなどの内部のスペースを貸して賃料を得るテナント契約の場合は、商号の使用許諾がないので、名板貸の問題は基本的に発生しない。ただし、テナント契約においては、スペースを借りている店舗の営業主をテナントの貸主（ショッピングセンターなど）であると顧客が誤信する場合があり、名板貸に類似した問題が生ずることがある。この点、最高裁判所は、ペット販売店がスーパーに入居しており、その販売店から瑕疵あるペットを購入した顧客が、その販売店だけではなくスーパーにも責任を追及しようとした事件において、(1)営業主体を誤信してしまうような外観の作出、(2)商号の使用許諾と同視できる帰責事由がある場合においては、商法14条を類推適用して、スーパーに損害賠償を請求できるとした（最判平成7年11月30日・判例百選21事件）。

### 会社分割をしたケース
ゴルフ場運営会社が会社分割し新会社がゴルフ場運営を承継しその事業を承継しており、ゴルフクラブの名称をそのまま使い続けた事件で、旧会社のゴルフ会員権の預託金返還義務を承継していなかったが、ゴルフ場施設の優先的利用権を拒否するなど特段の事情がないとして、会社法22条1項を類推適用し、会社分割にも名板貸の責任を認めた（最判平成20年6月10日）。